# Học viện nghệ thuật biểu diễn tại Praha
Học viện nghệ thuật biểu diễn tại Praha (tiếng Séc: Akademie múzických umění v Praze hay viết tắt là AMU) là một trường đại học nằm ở trung tâm thủ đô Praha, Cộng hòa Séc chuyên về các lĩnh vực âm nhạc, khiêu vũ, kịch, điện ảnh, truyền hình và truyền thông đa phương tiện. Đây là ngôi trường nghệ thuật lớn nhất tại Cộng hòa Séc với hơn 350 nhà giáo và nhà nghiên cứu cùng 1500 sinh viên.
Học viên gồm có ba chi nhánh: Trường điện ảnh và truyền hình (FAMU); khoa âm nhạc và khiêu vũ (HAMU) và khoa kịch nghệ (DAMU), với các cấp độ học Cử nhân, Thạc sĩ và Tiến sĩ cũng như tiến hành nghiên cứu về nghệ thuật. Một số khoa của trường còn nghiên cứu về lịch sử và lý thuyết nghệ thuật. AMU có hai cơ sở sư phạm liên khoa là Trung tâm ngôn ngữ và Trung tâm thể thao, phục hồi chức năng và vận động. Ngôi trường cũng có hai cơ sở nằm ở ngoài Praha được thiết kế cho các dự án sáng tạo nhiều ngày trong các khu dân cư.

## Lịch sử hoạt động
Học viện nghệ thuật biểu diễn được thành lập theo sắc lệnh của Tổng thống vào ngày 27 tháng 10 năm 1945 và mở cửa đón sinh khóa đầu tiên vào mùa đông năm 1946. Ý tưởng thành lập trường được khởi xướng bởi một nhóm các nghệ sĩ và nhà văn gồm Jindřich Honzl, Jiří Frejka và František Troster trong Chiến tranh thế giới thứ hai. Các giáo sư của Nhạc viện Praha cũng hỗ trợ ý tưởng chuyển ngôi trường cũ thành một trường đại học. Các nhà văn, nghệ sĩ và nhà làm phim khác có kinh nghiệm thực tế trong ngành công nghiệp điện ảnh như Jaroslav Bouček, Karel Plicka, Otakar Vávra, Ivan Olbracht, Vítězslav Nezval và Antonin Brousil đã cùng góp sức xây dựng chương trình học tương lai của trường, thiết kế chương trình học sao cho phản ánh được những xu thế phát triển điện ảnh mới thời hậu chiến. Sau này xưởng phim và rạp hát DISK thuộc về khoa kịch nghệ cũng được xây dựng thêm.

## Học viên nổi tiếng

### FAMU
Một số đạo diễn nằm trong trào lưu Làn sóng mới của điện ảnh Tiệp Khắc như Miloš Forman (sinh 1932), Jiří Menzel (sinh 1938), Jan Němec, Juraj Jakubisko, Věra Chytilová, Ivan Passer và Vojtěch Jasný đều đã từng theo học tại FAMU. Ngoài ra một nhóm học viên của FAMU là nhóm các đạo diễn phim người Nam Tư, hay còn có tên là Praška filmska škola (Trường học điện ảnh Praha) đã nổi lên vào thập niên 1970 sau khi tốt nghiệp FAMU. 5 đạo diễn người Nam Tư nổi tiếng sinh từ năm 1944 đến 1947 đều đã theo học các lớp của FAMU: Lordan Zafranović (sinh 1944), Srđan Karanović (sinh 1945), Goran Marković (sinh 1946), Goran Paskaljević (sinh 1947) và Rajko Grlić (sinh 1947). Emir Kusturica (sinh 1954) cũng từng theo học FAMU, ông tốt nghiệp năm 1978 và đôi khi được xem là thành viên của Praška škola. Các nhà quay phim như Živko Zalar (đã làm việc cùng Grlić, Karanović và Marković), Predrag Pega Popović (đã làm việc cùng Zafranović và Marković), Vilko Filač (đã làm việc cùng Kusturica), Valentin Perko, và Pavel Grzinčič – đều là cựu sinh viên của FAMU.

### HAMU
- Sylvie Bodorová (sinh 1954), nhà soạn nhạc người Séc[6]
- Karel Fiala (sinh 1925), giọng ca nam cao opera người Séc, theo học tại HAMU khóa 1952-55[7]
- Michaela Fukačová (sinh 1959), nghệ sĩ cello người Séc[8]
- Simon Gjoni (1925–1991), nhà soạn nhạc và chủ xướng nhạc người Albania, học tại HAMU khóa 1952-58[9]
- Hana Jonášová, giọng ca soprano người Séc[10]
- Jana Jonášová (sinh 1943), giọng ca soprano người Séc, học tại HAMU và là giảng viên của khoa[11]
- Naděžda Kniplová (1932–2020), giọng ca soprano opera người Séc, học tại HAMU khóa 1954-58,[12] faculty member since 1991.[13]
- Josef Páleníček (1914–1991), nghệ sĩ piano người Séc, là giáo sư tại HAMU từ năm 1963[14]
- Ivan Romanoff (1914–1997), chủ xướng nhạc và nghệ sĩ violin người Canada, học tại HAMU khóa 1947-49[15]
- Norodom Sihamoni (sinh 1953), Vua Campuchia, học âm nhạc và khiêu vũ cổ điển tại HAMU, tốt nghiệp 1975[16]
- Olivier Thouin, nghệ sĩ violin người Canada
- Saša Večtomov (1930–1989), nghệ sĩ cello và giáo viên dạy nhạc người Séc, từng là sinh viên và nay là giáo sư tại HAMU[17]
- Ludmila Vernerová (sịnh 1962), giọng ca opera soprano người Séc[18]
- Tomáš Víšek (sinh 1957), nghệ sĩ piano người Séc, học tại HAMU khóa 1976-84